# 岩本裕 (報道記者)
岩本 裕（いわもと ひろし、1965年4月17日 - ）は、NHK報道記者、元解説委員。

## 経歴

### 学歴
愛媛県出身。愛光高等学校 、早稲田大学法学部を卒業。

### NHK歴
1988年NHKに記者として入局。同期入職はアナウンサーの岩佐英治、黒氏康博、白崎義彦、田中孝宜、中村泰人等。
和歌山局、報道局科学文化部、大阪局、報道局科学文化部デスク、解説委員、NHK放送文化研究所世論調査部副部長を経て、ラジオセンター（ニュースデスク）。2022年度より2023年9月まで、再び放送文化研究所、研究プロデューサーを務める。記者としての専門分野は医療・文化。 

### NHK退職後
2023年10月よりいわき市民コミュニティ放送参与、2024年6月より同取締役局長。その他に日本臓器移植ネットワーク理事・広報委員長。

## 現在の担当番組
- 映画の話をしよう！（FMいわき、2024年4月- ）[9]

## 過去の担当番組
- NHKスペシャル 汚染血液は海を渡った－1万5千ページが語る薬害エイズ（1997年）
  - ギャラクシー賞年間優秀賞[10]
- NHKスペシャル 被曝治療83日間の記録（2001年）[11]
  - 第42回モンテカルロ国際テレビ祭ニュース番組部門・時事問題番組ゴールドニンフ賞
  - 2002年バンフテレビ祭ポピュラーサイエンスおよびナチュラルヒストリー部門ロッキー賞
  - 第54回イタリア賞テレビドキュメンタリー文化一般部門ショートリスト入選
  - 第56回文化庁芸術祭テレビ部門優秀賞[12]
  - ギャラクシー賞年間優秀賞[13]
- NHKスペシャル シリーズ日本のがん医療を問う キャスター（2005年 - 2006年）[14]
- NHKスペシャル 医療再建 キャスター（2008年）
- 週刊こどもニュース お父さん（2009年4月 - 2010年12月）
- 地球テレビ100 キャスター（2011年4月 - 2012年3月）[15]
- NHKスペシャル シリーズ原発危機  第2回 「広がる放射能汚染」 キャスター[16]
- NHKジャーナル（NHKラジオ第一） - ニュースデスク（2015年9月28日～2022年7月22日：隔週担当）
  - ゲストでの出演：2022年9月30日マスコミ倫理懇談会 報告[17]、10月18日銃撃事件 報道はどう伝えたか[18]、2023年2月21日「選挙は祭り？ 異色のドキュメンタリー映画公開」[19]、5月2日「せかいのおきく」紹介、6月29日「わたしたちの国立西洋美術館」、8月10日「シン・ちむどんどん」紹介[20]

ほか

## 主な著書
- 朽ちていった命（2006年 新潮文庫 ISBN 4101295514）[21]
  - 「東海村臨界事故 被曝治療83日間の記録」(2002年 岩波書店 ISBN 400005872X) 改題
  - 第2回新潮ドキュメント賞最終候補
- A Slow Death: 83 Days of Radiation Sickness(2008 Vertical ISBN 1934287407)
  - BEST OF 2008 -- The Japan Times
  - ドイツ語版・中国語版・韓国語版がある
- 日本のがん医療を問う（2008年 新潮文庫 ISBN 4101342512）
- 失われた「医療先進国」―「救われぬ患者」「報われぬ医師」の袋小路（2010年 講談社ブルーバックス ISBN 4062577062）
- NHK地球テレビ100 世界のニュースがわかる本（2012年 講談社 ISBN 4062178478）
- NHK中学生・高校生の生活と意識調査2012（2013年 NHKブックス 分担執筆 ISBN 4140816074）
- 世論調査とは何だろうか（2015年 岩波新書 ISBN 978-4-00-431546-9 C0236）[22]
- 名探偵コナンの10才までに知っておきたい世の中のこと177（2022年 小学館 ISBN 9784092272545）

ほか